# Sky Airline
Sky Airline — чилийская бюджетная авиакомпания со штаб-квартирой в Сантьяго, второй по величине коммерческий авиаперевозчик Чили после национальной авиакомпании LAN Airlines.
Портом приписки авиакомпании и её главным транзитным узлом (хабом) является столичный международный аэропорт имени коммодора Артуро Мерино Бенитеса.
Sky Airline обслуживает регулярные внутренние, а также международные перевозки в Аргентину, Бразилию, Перу, Боливию, и чартерные направления по всей Южной Америке.

## История
Контроль над авиакомпанией находится у её основателя Юргена Паульмана, брата миллиардера Хорста Паульмана. Sky Airline была основана в декабре 2001 года и начала операционную деятельность в июне следующего года с выполнения рейсов между Сантьяго и аэропортами северной части Чили. В 2005 году авиаперевозчик стал полноправным членом ИАТА.
В апреле 2009 года компания заключила партнёрское соглашение с национальной авиакомпанией Аргентины Aerolineas Argentinas, в рамках которого оба перевозчика смогли пользоваться офисами и электронными системами друг друга.
В 2011 году Sky Airline заключила код-шеринговое соглашение с TACA Airlines на совместное выполнение рейсов внутри Чили и между странами обеих авиакомпаний (Чили и Колумбией). В следующем году аналогичный договор был подписан с партнёром TACA Airlines — национальной авиакомпанией Колумбии Avianca.
В связи со слиянием LAN Airlines и TAM Airlines и в соответствии с антимонопольным законодательством, в марте 2014 года Sky Airline получила от LAN два ежедневных слота на регулярный маршрут между Сантьяго и международным аэропортом Гуарульос в Сан-Паулу.

## Техобслуживание
Техническим обслуживанием воздушных судов перевозчика занимается компания «AIRMAN», базирующаяся в международном аэропорте Сантьяго.

## Маршрутная сеть

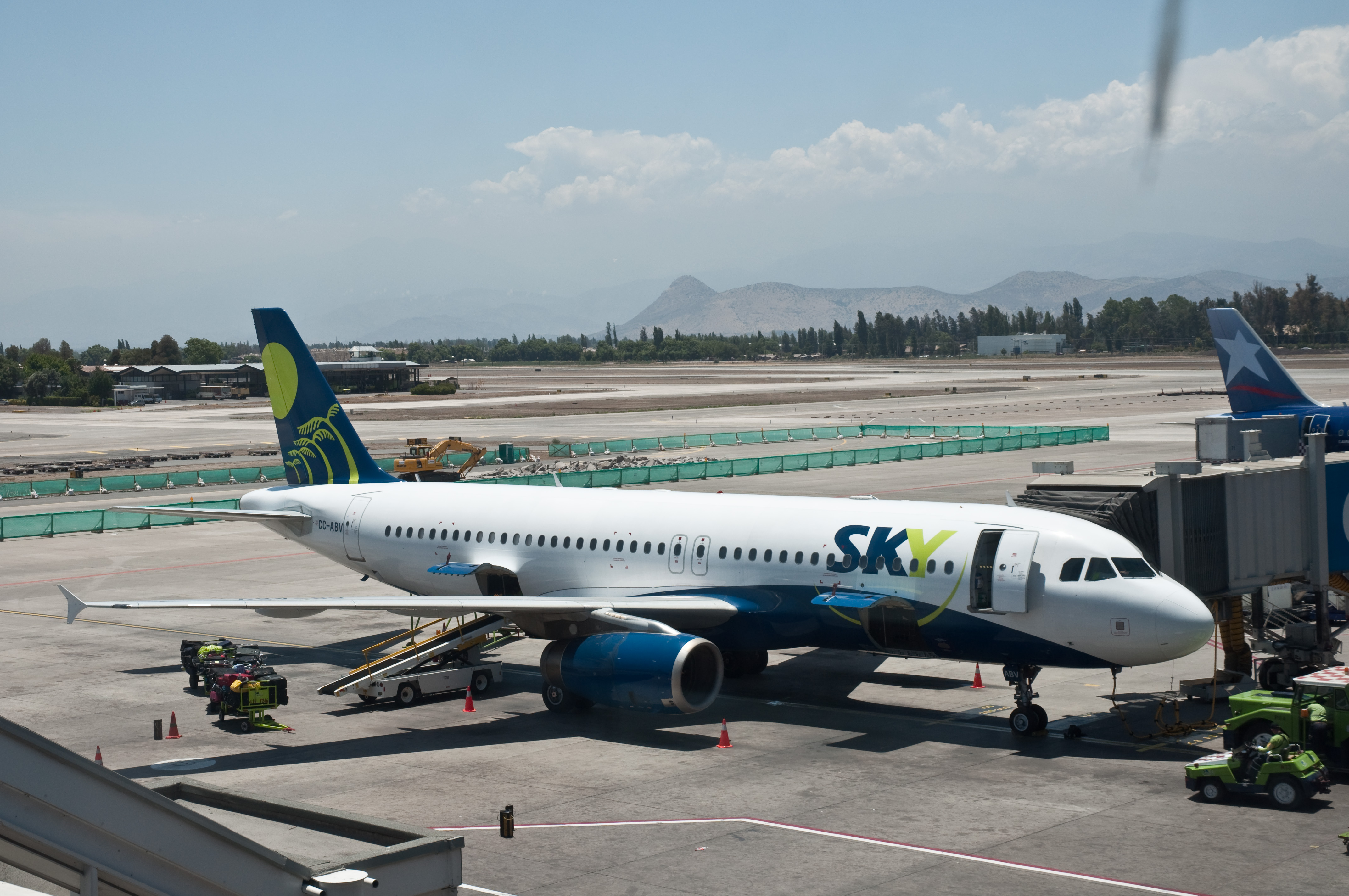
Airbus A320 авиакомпании Sky Airline в международном аэропорту имени коммодора Артуро Мерино Бенитеса, 2010 год

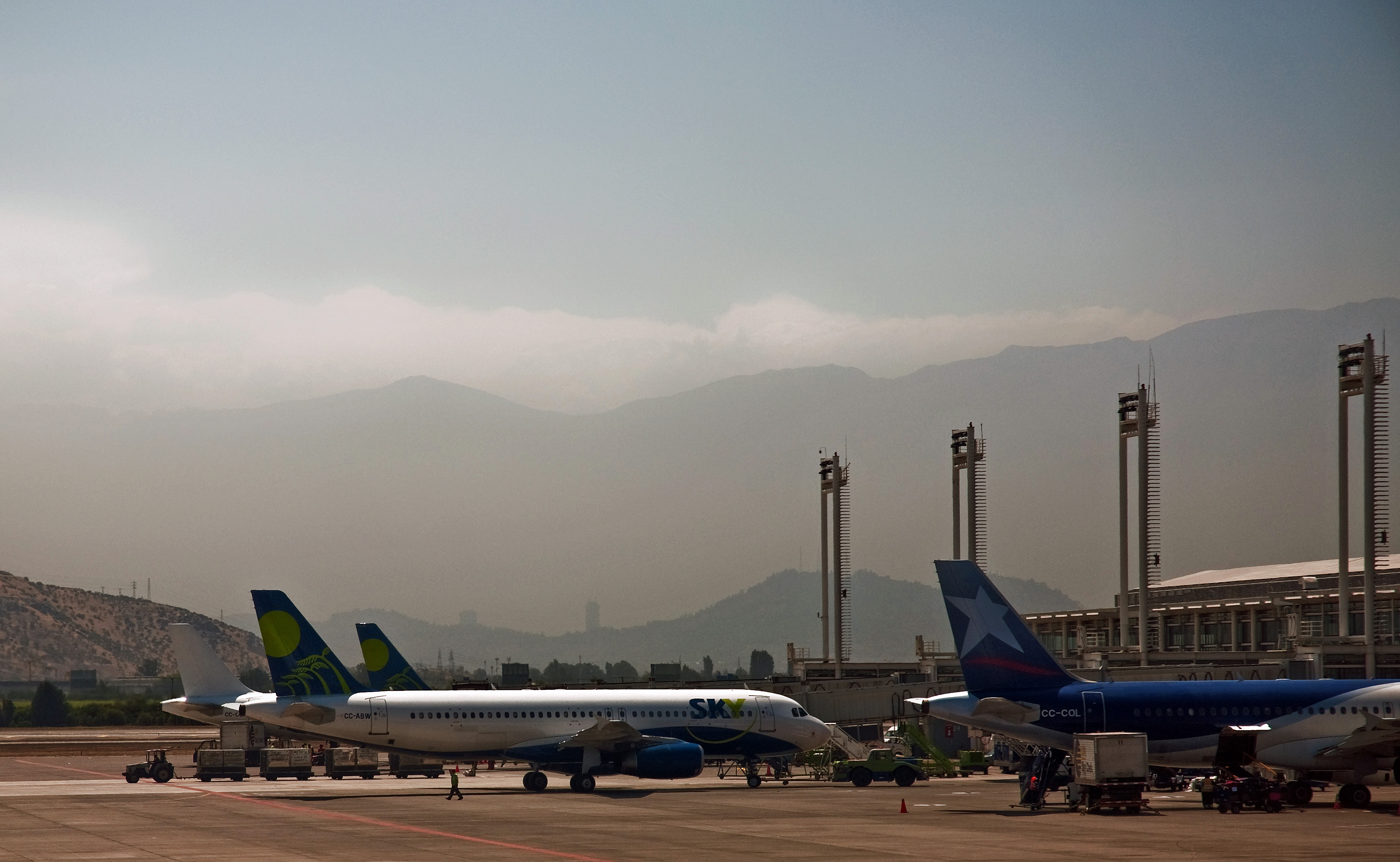
Самолёты авиакомпании у терминала международного аэропорта Сантьяго

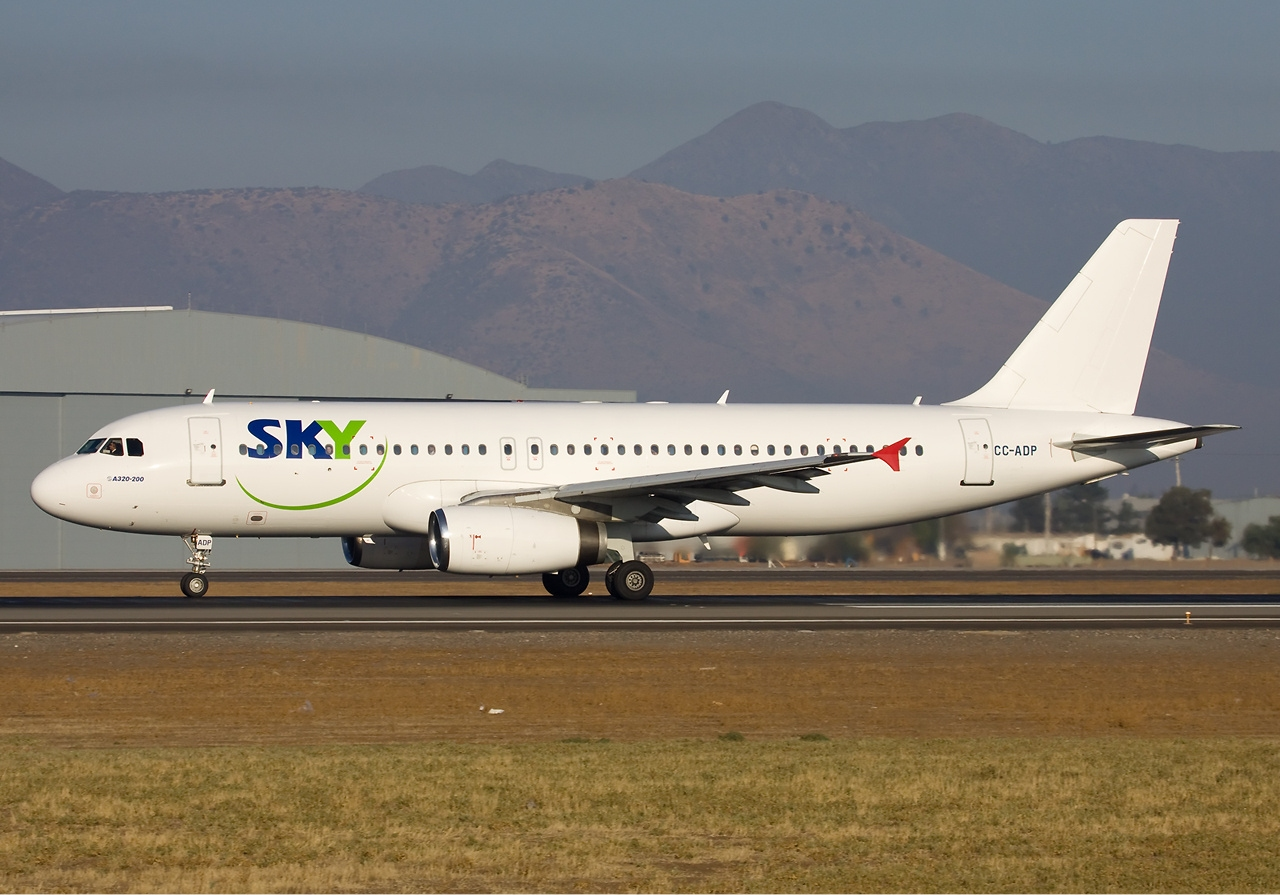
Руление Airbus A320 авиакомпании в международном аэропорту Сантьяго, 2010 год

| Страна    | Город          | Аэропорт                                                      |
| --------- | -------------- | ------------------------------------------------------------- |
| Аргентина | Буэнос-Айрес   | международный аэропорт имени министра Пистарини               |
| Боливия   | Ла-Пас         | международный аэропорт Ла-Пас                                 |
| Бразилия  | Флорианополис  | международный аэропорт Флорианополис (сезонные)               |
| Бразилия  | Сан-Паулу      | международный аэропорт Сан-Паулу Гуарульос                    |
| Перу      | Арекипа        | международный аэропорт Арекипа                                |
| Перу      | Лима           | международный аэропорт имени Хорхе Чавеса                     |
| Чили      | Арика          | международный аэропорт Арика                                  |
| Чили      | Икике          | международный аэропорт Икике                                  |
| Чили      | Калама         | международный аэропорт Калама                                 |
| Чили      | Антофагаста    | международный аэропорт Антофагаста                            |
| Чили      | Копьяпо        | аэропорт Копьяпо                                              |
| Чили      | Ла-Серена      | аэропорт Ла-Серена                                            |
| Чили      | Сантьяго       | международный аэропорт имени коммодора Артуро Мерино Бенитеса |
| Чили      | Консепьсон     | международный аэропорт Консепьсон                             |
| Чили      | Темуко         | аэропорт Темуко                                               |
| Чили      | Пукон          | аэропорт Пукон (сезонные)                                     |
| Чили      | Вальдивия      | аэропорт Вальдивия                                            |
| Чили      | Пуэрто-Монт    | аэропорт Пуэрто-Монт                                          |
| Чили      | Бальмаседа     | аэропорт Бальмаседа                                           |
| Чили      | Эль-Сальвадор  | аэропорт Эль-Сальвадор                                        |
| Чили      | Пуэрто-Наталес | аэропорт Пуэрто-Наталес (сезонные)                            |
| Чили      | Пунта-Аренас   | международный аэропорт Пунта-Аренас                           |

## Флот
В сентябре 2020 года флот SKY Airline состоит исключительно из Airbus A320neo, что делает чилийскую бюджетную авиакомпанию с самым современным флотом в Америке.

### Ранее в эксплуатации

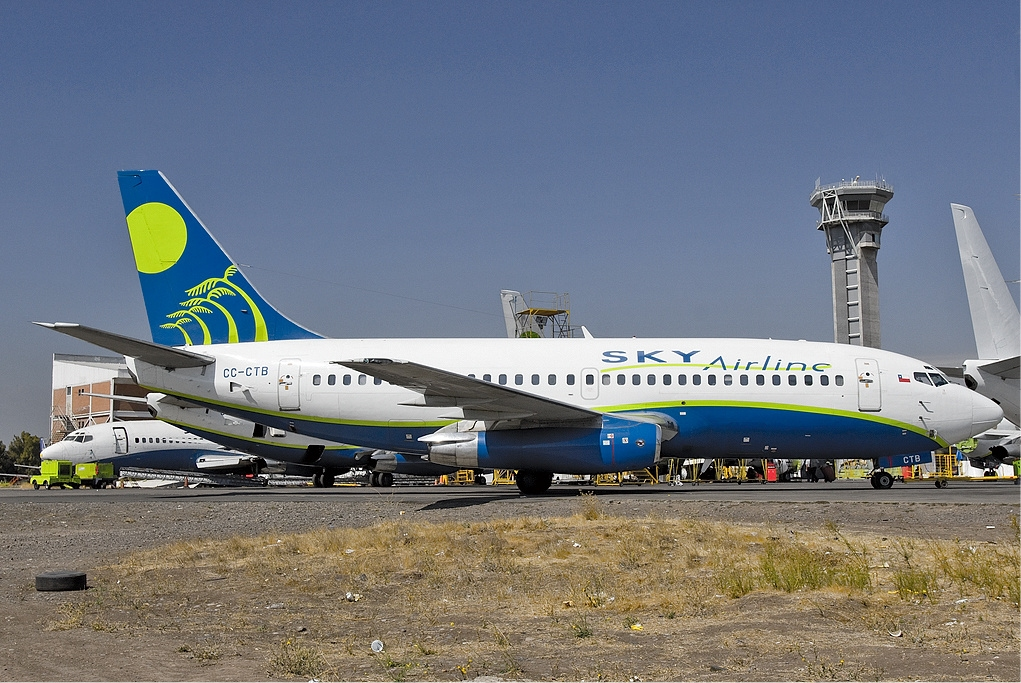
Boeing 737-200 авиакомпании в международном аэропорту Сантьяго, 2008 год

С начала своей деятельности Sky Airline эксплуатировала флот, состоявших только из самолётов Boeing 737. Первый Airbus A320 поступил в компанию в 2011 году, и спустя три года все лайнеры B737 были заменены на самолёты производства концерна Airbus.
| Тип самолёта            | Ввод в эксплуатацию | Вывод из эксплуатации |
| Boeing 737—200 Advanced | 2001                | 2013                  |
| Boeing 737-300          | 2008                | 2008                  |
| Airbus A319             | 2013                | 2020                  |
| Airbus A320             | 2010                | 2019                  |